# Gato (danse)

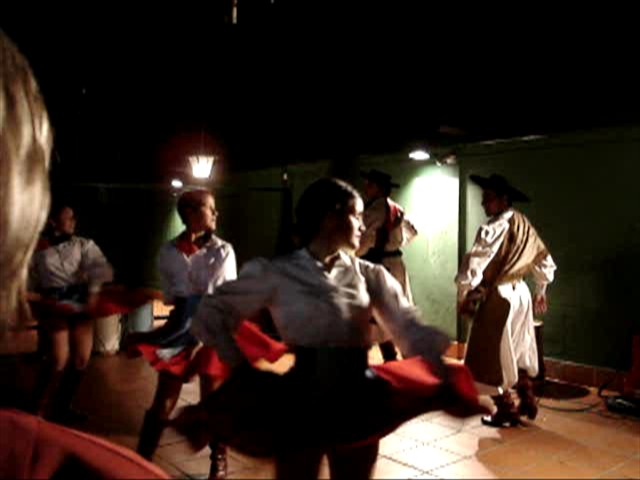
Danseurs de gato

Le gato est un style musical et une danse folklorique typique de l'Argentine, avec comme influence les rythmes grivois qui se sont propagés du nord de l'Argentine à presque toute le zone de l'Amérique du Sud sous influence espagnole.

## La danse
Une fois mise en forme telle que nous la connaissons maintenant, cette danse s'est rapidement étendue en Argentine, Bolivie, Chili, Paraguay et Uruguay. Elle a été considérée comme unes des danses en couple les plus populaires, depuis la première moitié du XIXe siècle jusqu'au prémisses du XXe siècle. Il s'agit d'une danse de séduction en couple gai et agile, au rythme vif . Le couple décrit un jeu affectueux où l'homme tente de séduire la dame avec élégance et prudence et où celle-ci le repousse, le retient, le repousse... Elle est dansée par toutes les classes sociales et environnements. Contrairement au tango propre aux "porteños" de Buenos Aires, c'est une danse de province, comme la chacarera, le bailecito, la cueca, le chamamé, la huella...

## Description
C'est un style de danse pittoresque puisant son inspiration dans divers types de danse, comme par exemple les danses incas, ou le flamenco espagnol.
- Introduction musicale: (8 ou 10 mesures).
- ADENTRO (Voix de commandement)
- Première figure: tour entier (vuelta entera : 8 mesures).
- Deuxième figure: virement (4 mesures).
- Troisième figure: zapateo (jeux de pieds de l'homme) et zarandeo (balancements de la femme) (8 mesures).
- Quatrième figure: demi tour (media vuelta) (4 mesures).
- Cinquième figure: zapateo et zarandeo (8 mesures).
- AURA (Voix de commandement)
- Sixième figure: virement final (4 mesures)

Zapateo et zarandeo se font sur le pont, vuelta (tour) et media vuelta sur le chant.
Il connaît des nombreuses variantes: 
- gato cuyano
- gato encadenado,
- gato patriótico,
- gato polqueado, qui emprunte à la polka.
- gato cordobés
- gato correntino où l'homme dépité se retourne après le refus tandis que la belle revient.

## Forme lyrique et musicale
Le gato de même que la huella et à la différence de la plupart de danses qui utilisent la décima (10 vers octosyllabiques), a l'habitude d'avoir une structure de vers et métrique sous la forme 7a5b7c5b.
Une introduction de deux vers conduit au refrain d'un ou deux vers, après laquelle l'habitude est de crier adentro!. Suit une deuxième partie qui répète la structure de la première. L'on crie alors segunda! ou se va la segunda!. Suivent deux vers qui composent la fin. Le schéma musical du gato serait AAB AAB AA.
On utilise habituellement les instruments du folklore argentin: bombo legüero, guitare et violon. La variante uruguayenne s'exécute avec l'accordéon au lieu du violon. Si des percussions sont présentes, le plus commun sera un bombo criollo au lieu du legüero ou dans quelques cas même une batterie standard accompagnée d'une basse électrique.